# Ataquero (distrito)
Ataquero é um distrito peruano localizado na Província de Carhuaz, departamento Ancash. Sua capital é a cidade de Ataquero.

## Transporte
O distrito de Ataquero não é servido pelo sistema de estradas terrestres do Peru.